# 坦皮科
坦皮科是墨西哥塔毛利帕斯州的城市，位于墨西哥湾沿岸。坦皮科是塔毛利帕斯州第五大城市。坦皮科一度是一個石油出口港。現今仍然有港口設施。

## 友好城市
- 美国得克萨斯州休斯敦
- 墨西哥比亚埃尔莫萨